# Somme-Leuze
Somme-Leuze là một đô thị ở tỉnh Namur.
Tại thời điểm ngày 1 tháng 1 năm 2006, đô thị này có dân số 4.656 người. Tổng diện tích là 95,09 km², với mật độ dân số 49 người trên mỗi km².
Ngoài Somme-Leuze, đô thị này còn bao gồm các làng:
- Baillonville
- Bonsin
- Chardeneux
- Heure
- Hogne
- Nettinne
- Noiseux
- Sinsin
- Waillet